# Villerable
Villerable – miejscowość i gmina we Francji, w Regionie Centralnym, w departamencie Loir-et-Cher.
Według danych na rok 1990 gminę zamieszkiwało 499 osób, a gęstość zaludnienia wynosiła 30 osób/km² (wśród 1842 gmin Regionu Centralnego Villerable plasuje się na 684. miejscu pod względem liczby ludności, natomiast pod względem powierzchni na miejscu 806.).